# Polder Achthoven
De Polder Achthoven is een polder en een voormalig waterschap in de gemeente Leiderdorp, in de Nederlandse provincie Zuid-Holland.
Het waterschap was verantwoordelijk voor de vervening, drooglegging en later de waterhuishouding in de polder.

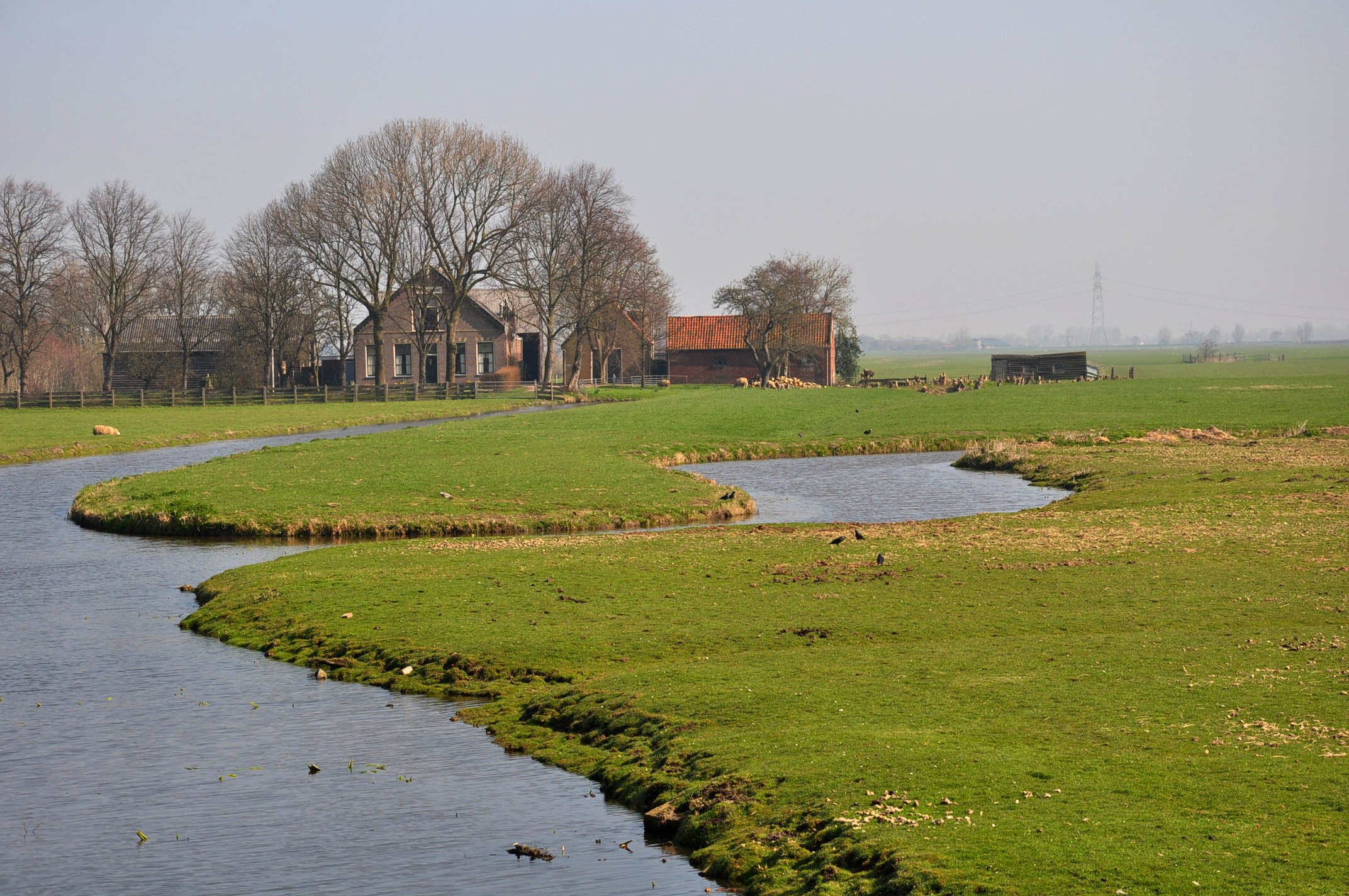
De Polder Achthoven
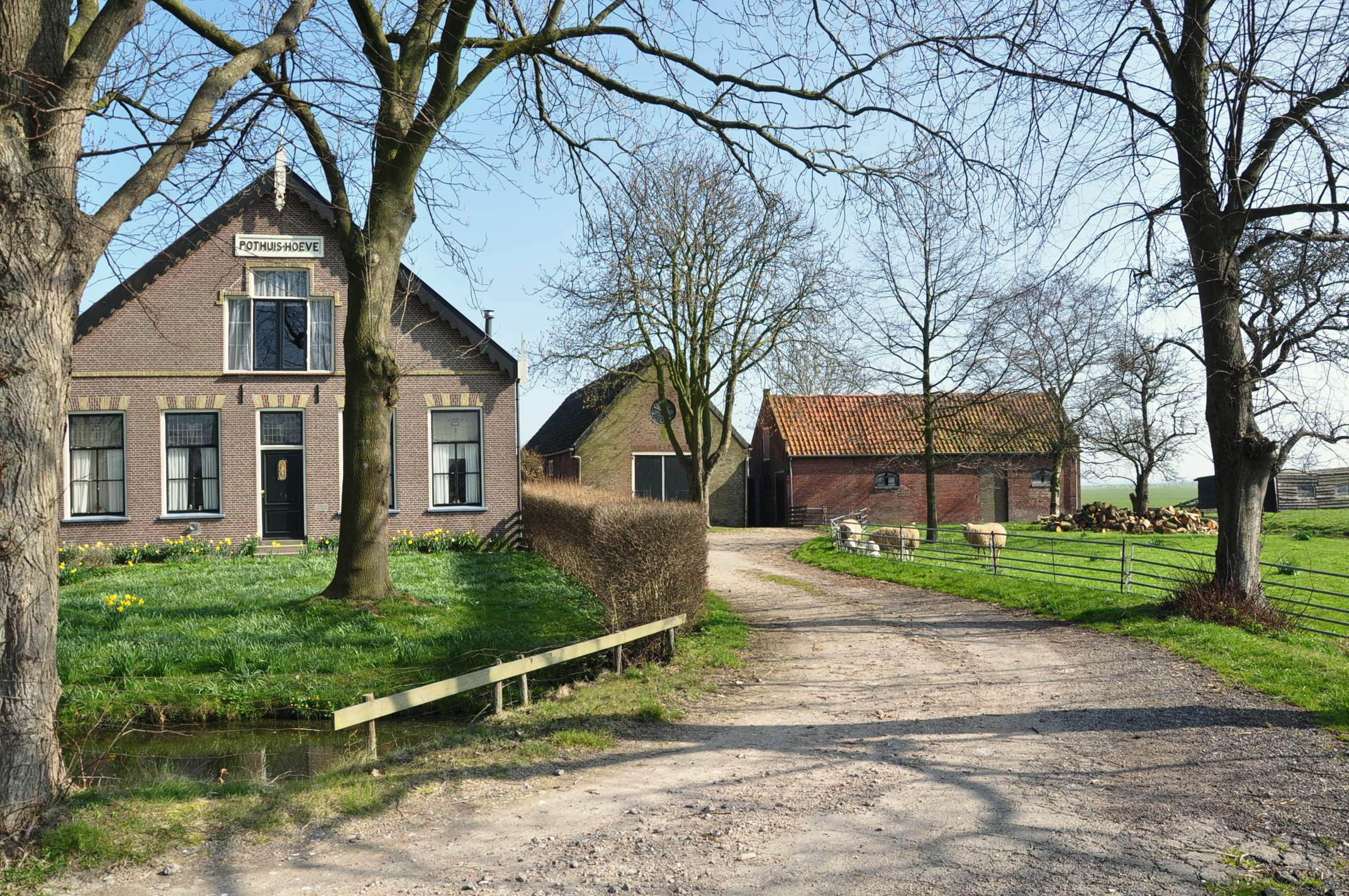
De Pothuishoeve in de polder